# Fear the Walking Dead (3.ª temporada)
A terceira temporada de Fear the Walking Dead, uma série de televisão dramática pós-apocalíptica de terror produzida pela AMC, estreou nos Estados Unidos em 4 de junho de 2017 e terminou em 15 de outubro de 2017, consistindo em 16 episódios. A série é derivada e prequela de The Walking Dead, que é baseada na série de quadrinhos de mesmo nome de Robert Kirkman, Tony Moore e Charlie Adlard. Os produtores executivos são Kirkman, David Alpert, Greg Nicotero, Gale Anne Hurd e Dave Erickson, com Erickson como showrunner para sua terceira e última temporada.
A temporada segue uma família disfuncional composta por Madison Clark (Kim Dickens), seu noivo Travis Manawa (Cliff Curtis), sua filha Alicia (Alycia Debnam-Carey), seu filho viciado em drogas Nick (Frank Dillane) e sua namorada Luciana  Galvez (Danay García), ao chegarem à fronteira Estados Unidos-México e encontrarem refúgio em um rancho pertencente à família Otto, composta pelo patriarca Jeremiah Otto (Dayton Callie) e seus dois filhos Troy (Daniel Sharman) e Jake (Sam Underwood). Enquanto isso, Victor Strand (Colman Domingo) se reúne com Daniel Salazar (Rubén Blades), que foi dado como morto, que retorna para encontrar sua filha Ofelia (Mercedes Mason), que foi separada do grupo.

## Elenco e personagens

### Elenco principal
A terceira temporada apresenta doze atores recebendo status de faturamento do elenco principal, com sete retornando da primeira temporada; nove são listados como membros do elenco principal na segunda temporada, enquanto quatro novos membros do elenco são apresentados. Danay García foi promovida de recorrente e Daniel Sharman, Sam Underwood, Dayton Callie e Lisandra Tena foram adicionados ao elenco principal. Esta é a primeira temporada a não incluir Elizabeth Rodriguez, Michelle Ang e Lorenzo James Henrie, que foram creditados como membros do elenco principal nas temporadas anteriores.
- Kim Dickens como Madison Clark: Uma conselheira de orientação inteligente e dominadora do ensino médio, a mãe de Nick e Alicia e a noiva de Travis.
- Cliff Curtis como Travis Manawa: Um professor de ensino médio resoluto e protetor da paz e noivo de Madison que está lutando para lidar com a morte de seu filho Chris.
- Frank Dillane como Nicholas "Nick" Clark: Um corajoso e abnegado viciado em heroína em recuperação, filho de Madison e irmão de Alicia.
- Alycia Debnam-Carey como Alicia Clark: A impetuosa, porém compassiva, filha de Madison e irmã de Nick.
- Colman Domingo como Victor Strand: Um inteligente e sofisticado vigarista que virou empresário, que faz amizade com Nick e Madison.
- Mercedes Mason como Ofelia Salazar: A obstinada e muito capaz filha de Daniel.
- Danay García como Luciana Galvez: Uma ex-membro forte e cautelosa da comunidade La Colonia em Tijuana, México, e namorada de Nick.
- Daniel Sharman como Troy Otto: O filho carismático e impulsivo de Jeremiah e meio-irmão de Jake.
- Sam Underwood como Jeremiah "Jake" Otto Jr.: O filho moralista e sábio de Jeremiah, meio-irmão de Troy e o interesse amoroso de Alicia.
- Dayton Callie como Jeremiah Otto Sr.: O racista e franco líder do Rancho Queixo Quebrado, e pai de Jake e Troy.
- Rubén Blades como Daniel Salazar: Um corajoso e prático ex-integrante da Sombra Negra, barbeiro, marido de Griselda e pai de Ofélia, que retorna no terceiro episódio "TEOTWAWKI" após seu desaparecimento no final da temporada anterior "Shiva".
- Lisandra Tena como Lola Guerrero: A generosa e empática líder de uma comunidade assentada em uma represa localizada em Tijuana, que é responsável pelo abastecimento de água.

### Elenco de apoio
- Michael Greyeyes como Qaletaqa Walker: Um nativo americano em uma guerra com Jeremiah Otto, que ele afirma ocupar suas terras.
- Justin Rain como Lee "Cachorro Louco": O braço direito de Qaletaqa.
- Karen Bethzabe como Elena Reyes: A gerente do hotel Rosarito Beach.
- Ramses Jimenez como Hector Reyes: O sobrinho de Elena.
- Rae Gray como Gretchen Trimbol: Uma residente do Rancho Queixo Quebrado que se torna amiga de Alicia.
- Michael William Freeman como Blake Sarno: Um membro da milícia.
- Jason Manuel Olazabal como Dante Esquivel: O líder da Represa Gonzalez.
- Linda Gehringer como Christine: Uma residente do Rancho Queixo Quebrado que forma um vínculo com Alicia.
- Jesse Borrego como Efrain Morales: Um homem que salvou Daniel depois que ele foi ferido em um incêndio.
- Edwina Findley como Diana: Uma sobrevivente pragmática que se torna amiga de Alicia.
- Ray McKinnon como Proctor John: O líder de uma gangue conhecida como Proctors.

## Episódios
| N.º na série | N.º na temp. | Título                                                                                 | Dirigido por      | Escrito por                     | Exibição original      | Audiência (milhões) |
| --- | ------------ | -------------------------------------------------------------------------------------- | ----------------- | ------------------------------- | ---------------------- | ------------------- |
| 22 | 1            | "Eye of the Beholder" "(Os Olhos de Quem Vê)" (BR)                                     | Andrew Bernstein  | Dave Erickson                   | 4 de junho de 2017     | 3.11                |
| Nick, Luciana e o resto dos habitantes da comunidade são levados até uma base militar próxima da fronteira, onde Madison, Travis e Alicia também estão. Madison e Alicia ficam em uma sala separada e conhecem um militar chamado Troy. Do outro lado da base, os militares estão matando pessoas inocentes e calculando quanto tempo levam para reanimarem, e Nick, Luciana e Travis serão os próximos. Um homem chamado Steven diz ter um plano para que consigam fugir vivos. Madison e Alicia atacam Troy, então, Madison enfia uma colher em seu olho, fazendo-o de refém e exigindo saber o paradeiro de Travis. O plano de Steven funciona e eles fogem, mas Travis é capturado e Steven morto, enquanto Nick e Luciana fogem pelo esgoto. Travis é levado pelos militares até um fosso cheio de infectados e é obrigado a lutar contra eles. Jake, o irmão de Troy, diz que não machucará Madison e sua família se ela soltar Troy. Madison concorda e é levada até Travis, que sobreviveu à luta contra os infectados. Alicia escuta os gritos de Nick e encontra ele e Luciana no esgoto, então, ela joga sua faca para ajudá-lo no ataque de um infectado. Os três são capturados e levados até Madison e Travis. Após oferecer ajuda médica para Luciana, que está muito ferida, Jake cumpre sua palavra e os deixa ir embora. No entanto, vários infectados invadem a base, obrigando todos a lutarem por suas vidas. Travis leva Luciana e Alicia até um helicóptero pilotado por Jake. Madison e Nick quase são pegos pelos infectados, mas são salvos por Troy, que diz conhecer um local seguro. |              |                                                                                        |                   |                                 |                        |                     |
| 23 | 2            | "The New Frontier" "(A Nova Fronteira)" (BR)                                           | Stefan Schwartz   | Mark Richard                    | 4 de junho de 2017     | 2.70                |
| Enquanto estão no helicóptero rumo ao local seguro, a aeronove é atacada por tiros e um deles acerta Travis. Ele abre a porta do helicóptero, insinuando querer se jogar, mas é impedido por Alicia. Então, Travis revela que foi mordido e pula do helicóptero. No hotel, mais sobreviventes chegam aos portões, buscando abrigo e cuidados médicos. Strand diz ser um médico e os deixa entrar, apesar dos protestos de Elena. Troy chega em um rancho com Madison, Nick e o resto dos militares. Jake consegue pousar o helicóptero em segurança e diz para Alicia que Luciana está instável. O pai de Troy e Nick, Jeremiah, se apresenta para Madison e Nick, permitindo a entrada deles e lhes oferecendo um quarto. No hotel, Elena diz para Strand que ele não poderá mais ficar no local porque mentiu ao dizer que é um médico, mesmo após ter feito o parto de uma mulher grávida. Ele concorda em ir embora, mas, antes, Hector diz que ele tem uma última paciente: Ilene Stowe, a mãe de Jessica. Ela pede desculpas por ter atacado Strand e por ter libertado sua filha; então, ela se joga da varanda de seu quarto. Na manhã seguinte, Jake e Alicia chegam ao rancho carregando Luciana. Inicialmente, sua estadia é negada por Troy, mas seu pai o interrompe e diz que Luciana poderá ficar na enfermaria, mas presa, caso morra e retorne. Alicia conta para Madison sobre Travis, que fica arrasada. |              |                                                                                        |                   |                                 |                        |                     |
| 24 | 3            | "TEOTWAWKI"                                                                            | Deborah Chow      | Ryan Scott                      | 11 de junho de 2017    | 2.50                |
| Durante uma reunião, Madison começa a perceber que os habitantes do rancho não parecem aceitar que sua família viva no local. Luciana começa a se recuperar e diz para Nick que quer ir embora assim que melhorar. Strand reencontra um antigo amigo chamado Dante, prefeito de Tijuana e proprietário de uma represa. Com medo, Madison pede proteção para Jeremiah em relação à Troy e os habitantes do rancho. Alicia conhece uma garota chamada Gretchen, que a convida para uma reunião de estudo da Bíblia. Ao chegar na reunião, Alicia descobre que, na verdade, Gretchen e seus amigos se encontram escondidos para beber e fumar, além de terem em uma gaiola a cabeça decepada de um infectado, o qual o chamam de Geoff. Na represa, Dante diz que não é mais amigo de Strand, e que ele pagará o preço por ser um vigarista. Troy convida Nick para uma caça noturna com seu grupo. Madison e Jeremiah conversam um pouco sobre as relações com seus filhos, então, Jeremiah mostra o estoque de armas e suprimentos do rancho. Na manhã seguinte, Jeremiah anuncia que um grupo sairá em uma missão, então, Madison se oferece para ir junto. Na represa, Strand está preso em uma cela, e alguém lhe trás um pouco de água. Ao se virar, ele se depara com Daniel Salazar. |              |                                                                                        |                   |                                 |                        |                     |
| 25 | 4            | "100"                                                                                  | Alex Garcia Lopez | Alan Page                       | 18 de junho de 2017    | 2.40                |
| Após escapar com vida da casa incendiada de Celia, Daniel vaga sozinho, ferido e desidratado pelas ruas do México. Momentos depois, ele conhece um homem chamado Efrain, que o leva para um lugar com outros sobreviventes, onde uma mulher chamada Lola cuida de seus ferimentos. Mais tarde, Daniel e Efrain saem em busca de suprimentos e, quando retornam, Daniel conta sobre seu passado, as pessoas que matou e sua vida em Los Angeles com sua família. Durante uma tempestade, Daniel se encontra sozinho do lado de fora em uma área de esgoto. Quando um raio atinge um infectado próximo, Daniel é atingido pela descarga elétrica e desmaia. Pela manhã, dois homens o encontram e decidem o que fazer com ele; então, Lola aparece e o leva até uma represa próxima, onde Daniel passa a trabalhar como zelador. Após uma confusão no refeitório, Daniel conhece Dante, que o reconhece como um antigo militar. Após uma conversa, Daniel pede um veículo emprestado para Dante, pois está à procura de alguém; então, Dante aceita lhe dar o veículo, mas pede para Daniel ficar na represa. Ele sai com alguns homens para descobrir quem está roubando a água da represa e entrega o paradeiro de Efrain. Strand diz para Daniel que Ofelia está viva e morando em um hotel em Baja, mas Daniel não acredita. Então, ele encontra Dante e o ajuda a interrogar Efrain sobre o roubo de água. Mais tarde, Lola, Efrain, Strand e algumas outras pessoas estão prestes a serem jogadas do alto da represa, mas Daniel pega uma arma e mata Dante e seus homens. |              |                                                                                        |                   |                                 |                        |                     |
| 26 | 5            | "Burning in Water, Drowning in Flame" "(Queimando na Água, Afogando-se na Chama)" (BR) | Daniel Stamm      | Suzanne Heathcote               | 25 de junho de 2017    | 2.50                |
| No rancho, durante a noite, um homem chamado Russell acorda e se depara com sua esposa, Martha, transformada. Ele se mata junto com sua mulher onde os corpos do casal caem e derrubam um lampião, incendiando a casa e acordando os outros moradores. Pela manhã, Madison se prepara para sair em uma missão com Troy e os militares. Luciana está recuperada e volta a conversar com Nick sobre ir embora do rancho. Longe dali, Daniel e Strand viajam rumo ao hotel, com Strand afirmando que Ofelia continua lá. Na estrada, Madison, Troy e os militares encontram um caminhão tombado e cheio de infectados em volta; então, o grupo decide investigar. Mais tarde, eles encontram o local onde Jake pousou o helicóptero, mas a aeronave e os homens que deveriam estar de vigia não estão no local. Nick e Jeremiah vasculham os restos da casa incendida, a qual Jeremiah diz ser o primeiro lugar em que morou antes de passar para Russell e Martha. Madison e os militares encontram uma casa, enquanto Troy se depara com vários de seus amigos mortos. Então, um novo grupo com pessoas armadas aparece. O líder do grupo, Walker, pede suas armas, suprimentos e veículos, além de pedir para Troy avisar aos outros no rancho que devem abandonar a comunidade. Daniel e Strand chegam ao hotel e encontram o local abandonado. Quando um bando de infectados se aproxima, Strand confessa para Daniel que Ofelia fugiu com seu antigo veículo há tempos. Por ter mentido, Daniel pega as chaves do carro de Strand e foge, deixando-o para trás. Durante a noite, os militares dizem estar cansados, mas Troy se recusa a parar; então, Madison intervém. Percebendo ser a minoria, Troy concorda em descansar, mas quer seguir viagem logo cedo. Enquanto todos dormem, Troy coloca uma faca no pescoço de Madison, mas não consegue matá-la. Enquanto isso, Luciana deixa Nick, vai embora do rancho e chega na fronteira. |              |                                                                                        |                   |                                 |                        |                     |
| 27 | 6            | "Red Dirt" "(Sujeira Vermelha)" (BR)                                                   | Courtney Hunt     | Wes Brown                       | 2 de julho de 2017     | 2.19                |
| Jeremiah e Nick fazem um treinamento de tiros, quando Madison, Troy, e os outros retornam. Um militar chamado Mike diz que todos devem sair do rancho, pois correm perigo devido ao grupo de homens armados que quer tomar a comunidade. Troy quer reunir uma equipe para atacá-los, mas Jeremiah e Jake não concordam. Durante a noite, fogueiras são acesas no topo das colinas em volta do rancho, e os moradores deduzem que Walker e seu grupo podem atacar a qualquer momento. Pela manhã, Vernon, um dos fundadores do rancho, diz para Jeremiah que o lugar não é mais seguro e vai embora com sua família. Jake diz para Alicia que vai sair para negociar com Walker. Madison, Nick e Jeremiah saem do rancho e encontram o veículo de Vernon com toda sua família morta e reanimada. Jeremiah acredita que Troy os matou, mas Madison contradiz, mesmo que secretamente concorde com Jeremiah. Mais tarde, eles voltam para o rancho com os corpos de Vernon e sua família, e Madison diz que a comunidade só irá resistir se todos ficarem juntos. Troy diz para Madison que não pretendia matar a família de Vernon, mas matou porque as coisas saíram do controle. |              |                                                                                        |                   |                                 |                        |                     |
| 28 | 7            | "The Unveiling" "(A Revelação)" (BR)                                                   | Jeremy Webb       | Mark Richard                    | 9 de julho de 2017     | 2.62                |
| Jake sai para negociar com Walker e é seguido por Alicia. Nick entra para o time de recrutas dos militares com a intenção de defender o rancho. Na comunidade de Walker, ele diz para Jake e Alicia que quer Jeremiah morto devido a alguns acontecimentos do passado, e insiste que eles abandonem o rancho. Jake tenta fazer um acordo com Walker e ele aceita. Enquanto isso, Alicia encontra Ofelia. Devido ao acordo, Jake diz que ficará na comunidade e que Alicia deve voltar para o rancho com um membro do grupo de Walker para falar com Jeremiah. No entanto, uma alteração é feita, e Jake volta com Ofelia para o rancho, deixando Alicia na comunidade. Jake diz para seu pai que Walker quer a água do rancho para não começar uma guerra. Jeremiah se recusa, e Madison discute com ele por estar colocando a vida de Alicia em risco. Madison pede a ajuda de Troy para resgatar Alicia; então, durante a noite, eles partem para a comunidade de Walker junto com Nick e outros militares, mas não conseguem sair sem serem vistos, dando início a um tiroteio. Ao voltarem para o rancho, Jake diz que eles acabaram de declarar guerra ao quebrar o acordo com Walker. Pela manhã, Jake decide levar água e Ofelia de volta para Walker, mas, ao chegar em sua comunidade, é agredido e quase morto por ele. Walker acredita que Ofelia os ajudou na fuga de Alicia e a manda ferida de volta para o rancho. Durante a noite, os moradores do rancho começam a passar mal, morrendo e voltando como infectados, o que provoca um caos na comunidade. Nick começa a adoecer também, e percebe que Ofelia foi a responsável por isso. |              |                                                                                        |                   |                                 |                        |                     |
| 29 | 8            | "Children of Wrath" "(Filhos da Ira)" (BR)                                             | Andrew Bernstein  | Jami O'Brien                    | 9 de julho de 2017     | 2.40                |
| Flashbacks mostram Ofelia atravessando a fronteira e sendo recebida a tiros por Jeremiah, que se recusa a ajudá-la. Não suportando o calor, Ofelia desmaia e é encontrada por Walker. No presente, Madison alcança Ofelia e a agride. Pela manhã, os moradores do rancho tentam se recuperar, enquanto Madison leva Ofelia até Walker. Ela o questiona sobre o que está adoecendo todos no rancho, e ele diz se tratar de um pó chamado antrax, que não tem cura. Longe dali, Strand segue sozinho e reencontra seu antigo iate. Durante a noite, Madison, Alicia, Troy e outros militares vão até a comunidade de Walker, onde roubam um trailer com artefatos que ele considera de extrema importância, a fim de usá-los como uma forma de negociação. Nick encontra uma ossada enterrada embaixo de sua casa e questiona Jeremiah, que diz ser do pai de Walker, que foi morto por ele e os outros fundadores do rancho no passado. No dia seguinte, Walker e seus homens chegam ao rancho, e Madison lhe entrega o crânio de seu pai, mas Walker não está interessado e insiste em querer as terras. Após uma conversa com um homem pelo rádio, Strand incendeia seu iate e vai embora. Madison vai até a casa de Jeremiah para tentar convencê-lo a ceder às ordens de Walker, mas ele continua negando; então, Nick aparece e o mata com um tiro na cabeça. No dia seguinte, Madison leva a cabeça de Jeremiah para Walker. |              |                                                                                        |                   |                                 |                        |                     |
| 30 | 9            | "Minotaur" "(Minotauro)" (BR)                                                          | Stefan Schwartz   | Dave Erickson & Mike Zunic      | 10 de setembro de 2017 | 2.14                |
| Após a morte de Jeremiah, ambas as comunidades passam a trabalhar juntas. Apesar da desaprovação de Troy e de alguns outros moradores, Jake diz em uma reunião que o único propósito de todos é sobreviver. Longe dali, Lola assume a direção da represa após a morte de Dante. Um rapaz chamado Terrance, amigo de Gretchen, acredita que ela e sua família foram mortos pelos homens de Walker e tenta assassinar um deles, mas é impedido, causando uma briga. Após o ocorrido, Walker pede a chave do arsenal para Jake e passa a comandar o controle de armas no rancho. Troy continua demonstrando atos rebeldes em relação a coexistir com Walker e se nega a entregar suas armas. Como resultado, Walker e seus homens atacam a casa de Troy enquanto ele conversava com Nick, que tentava fazê-lo ceder. Na represa, a situação não se mostra diferente e os moradores locais começam a brigar por água. Nick revela para Troy que Jeremiah não se sacrificou como ele imaginava, e sim que ele o matou. Troy acaba cedendo e é banido da comunidade. |              |                                                                                        |                   |                                 |                        |                     |
| 31 | 10           | "The Diviner" "(O Adivinhador)" (BR)                                                   | Paco Cabezas      | Ryan Scott                      | 10 de setembro de 2017 | 2.14                |
| Nick é posto em uma cabine fechada após os acontecimentos da noite anterior e começa a ter alucinações com Troy. Com medo de faltar água e temendo a reação dos moradores, Madison e Walker decidem visitar um local conhecido por ele. Eles chegam em uma antiga arena, mas para entrar, precisam dar algo em troca e Madison entrega seu rádio com o que falava com Alicia. Após ser solto, Nick recebe apoio de alguns membros do rancho dispostos e colocar para fora o grupo de Walker. Alicia descobre que Nick está envolvido e teme que ele seja descoberto. Na arena, Madison reencontra Strand e o salva de uma briga; ele revela a existência de uma represa não muito longe dali. De volta ao rancho, os moradores descobrem que só lhes restam poucas semanas de água e que devem começar a racionar. Strand é levado para condenação e Walker diz para Madison que fechou acordo com uma mulher chamada Maria Lu sobre conseguir água. Madison novamente salva a vida de Strand, que foi colocado do lado de fora da arena para enfrentar alguns infectados, dizendo que sua divida foi paga e fala para Walker que Strand tem o que eles procuram. Nick, Alicia e alguns outros moradores começam uma escavação em busca de água. |              |                                                                                        |                   |                                 |                        |                     |
| 32 | 11           | "La Serpiente"                                                                         | Josef Wladyka     | Mark Richard & Lauren Signorino | 17 de setembro de 2017 | 1.99                |
| Strand mostra o caminho da represa para Madison e Walker; para chegar lá, eles caminham pelos esgotos. Ao saírem, encontram Daniel, e Madison revela que Ofelia está viva e morando no rancho. Daniel os leva até Lola para iniciar a negociação. Madison propõe armas e gado em troca de água, mas Lola não aceita. Daniel explica que a represa foi atacada e que sem ele ali, o lugar seria dominado, portanto prefere ficar ao invés de se juntar à Ofelia, que está segura. Lola conversa a sós com Madison e diz que se ela quiser, poderá trabalhar e morar na represa com seus filhos. Daniel agradece Walker por ter salvo a vida de Ofelia. Pela manhã, Walker vai embora sem esperanças de fechar um acordo, enquanto Madison e Strand permanecem na represa. Um caminhão da represa explode nos portões, atraindo infectados e um grupo de pessoas em busca de água. Sem saber como lidar com os acontecimentos e enxergando que a defesa da represa está em baixa, Lola aceita fechar acordo com Madison. Na estrada de volta ao rancho, eles encontram Walker e Strand revela que causou o acidente com a caminhão, pois achava que era o único jeito de obter sucesso com a negociação. |              |                                                                                        |                   |                                 |                        |                     |
| 33 | 12           | "Brother's Keeper" "(O Guardião do Irmão)" (BR)                                        | Alrick Riley      | Wes Brown                       | 24 de setembro de 2017 | 2.08                |
| Os moradores do rancho, em especial Jake, continuam preocupados com a falta de água, onde veem seu plantio secando e o gado morrendo. Durante a noite, Nick recebe a visita de Troy que diz para Nick que o rancho corre perigo e todos devem ir embora imediatamente. Pela manhã, Nick fala sobre o aviso de Troy para Jake e os dois resolvem ir atrás dele. Na estrada, eles avistam uma grande quantidade de poeira no ar e descobrem uma horda de infectados indo em direção do rancho, graças a Troy que os atraiu com um sinalizador. Jake ameaça matar Troy por ele estar descontrolado, mas é derrubado por Nick. Um infectado ruma em direção a Jake e acaba mordendo seu braço. Para que ele não morra, Nick e Troy amputam seu braço e pegam a caminhonete de volta para o rancho. Alicia, Ofelia e os demais moradores, colocam trailers em volta do rancho para impedir a entrada dos infectados, mas sem resultado e eles conseguem entrar. Jake não suporta o ferimento e morre, enquanto Nick observa os infectados invadindo o rancho e culpa Troy, que mata Jake ao vê-lo reanimado. Sem saber o que fazer, os moradores do rancho se encontram trancados no depósito de suprimentos. |              |                                                                                        |                   |                                 |                        |                     |
| 34 | 13           | "This Land Is Your Land" "(Essa Terra é Sua Terra)" (BR)                               | Meera Menon       | Suzanne Heathcote               | 1 de outubro de 2017   | 2.36                |
| Além de se preocuparem com os infectados dominando o rancho, os sobreviventes precisam lidar com a falta de ar no depósito, já que o local não foi construído para abrigar tanta gente. Após uma reunião, Ofelia e Lee resolvem entrar pelos dutos atrás do problema, enquanto Alicia separa todos os sobreviventes que foram mordidos para serem mortos e poupar o ar dos que ainda restam. Troy e Nick destroem um dos depósitos de combustível do rancho para distrair os infectados e entram de carro, mas Troy acaba batendo, eles fogem e se trancam em um helicóptero enquanto os infectados os rodeiam. Após matar um homem que havia sido mordido, Alicia sente-se mal, mas é encorajada por mais sobreviventes a terminar o processo. Lee e Ofelia encontram um infectado preso na hélice dos dutos e conseguem matá-lo, resolvendo o problema. Alicia se tranca em uma parte do depósito ao ser cercada pelos infectados e é salva por Madison, Strand, Walker, Troy e Nick. Madison revela para Ofelia que seu pai, Daniel está vivo. Ela sugere que todos passem a viver na represa por conter água o bastante e ser segura. Alicia não acredita e diz que irá abandonar o grupo rumo a um lugar supostamente mais seguro que Jake a mostrou. Nick diz para Madison que irá seguir Alicia e leva Troy consigo. |              |                                                                                        |                   |                                 |                        |                     |
| 35 | 14           | "El Matadero"                                                                          | Stefan Schwartz   | Alan Page                       | 8 de outubro de 2017   | 2.23                |
| O grupo segue até a represa quando Ofelia passa mal. Ao socorrê-la, eles descobrem uma mordida em seu ombro. Madison promete à Ofelia que a levará até seu pai. Nick e Troy alcançam Alicia e Nick tenta convencê-la a voltar para o grupo, mas seu sucesso e eles vão embora. Madison e os outros chegam na arena de esportes e conseguem um lugar para que Ofelia fique até seu pai ser comunicado. Strand discute com Madison e diz que a loucura de Daniel poderá matar todos eles, mas ela o ignora. Alicia segue sozinha e entra em uma lanchonete, onde encontra um balde com batatas que decide pegar, mas é obrigada a lutar com infectados e se esconder ao avistar mais deles se aproximando. Uma mulher entra no restaurante, mata os infectados, leva o balde com batatas e Alicia decide segui-la. Nick volta para o grupo e diz à sua mãe que Alicia está bem. Não muito longe, Alicia reencontra a mulher misteriosa, que divide seus alimentos com ela. Madison leva Ofelia para fora da arena, mas ela não resiste e acaba morrendo segundos antes de Daniel chegar. Ao ver sua filha morta, Daniel se desespera e ameaça atirar em Madison, mas acaba atirando em Ofelia para impedir sua reanimação. |              |                                                                                        |                   |                                 |                        |                     |
| 36 | 15           | "Things Bad Begun" "(Coisas Ruins Começaram)" (BR)                                     | Andrew Bernstein  | Jami O'Brien                    | 15 de outubro de 2017  | 2.23                |
| Nick e Troy permanecem na arena quando descobrem que um grupo intitulado "Os Procuradores" estão se preparando para atacar a represa. Alicia e sua amiga seguem de carro pela estrada quando são atacadas por um grupo. Após uma luta, o grupo foge, mas a amiga de Alicia é ferida, então ela a leva até o médico na arena. Nick e Troy chegam na represa e avisam sobre o ataque. Os residentes se preparam para lutar, com exceção de Walker e Lee, que preferem ir para o outro lado atrás de integrantes de seu antigo grupo, e se despedem de Madison. Alicia é chamada pelo médico para ajudar em uma cirurgia do líder dos Procuradores, John. Disposto a vingar a morte de Ofelia, Daniel prende Nick em uma sala e o interroga querendo saber o responsável por levar a horda de infectados para o rancho. Nick mente dizendo ter sido Jake, embora Daniel desconfie de Troy, mas deixa Nick partir. Ao saber que Daniel está atrás de Troy, Madison o ataca após ele revelar ser o responsável da horda. Strand chega na sala de controle da represa e aponta sua arma para Lola e Daniel. Após uma briga, Daniel é atingido de raspão por um tiro e é ajudado por Lola. Os Procuradores chegam na represa. Strand diz para eles que Lola e Daniel estão mortos, em seguida se encontra com Madison e Nick e resolve escondê-los. |              |                                                                                        |                   |                                 |                        |                     |
| 37 | 16           | "Sleigh Ride" "(O Passeio de Trenó)" (BR)                                              | Andrew Bernstein  | Dave Erickson & Mark Richard    | 15 de outubro de 2017  | 2.23                |
| Os Procuradores chegam à represa levando Alicia e são recebidos por Strand, que diz em segredo para Alicia que sua mãe está bem e que irão escapar do lugar em breve. Lola leva Daniel ferido para outro lado da represa e o deixa em busca de ajuda. Alicia pede para John poupar a vida de sua mãe, mas em troca, John deseja que ela entre para o grupo e Alicia aceita. Strand tira Madison e Nick do esconderijo e mente para um dos homens de John dizendo que irá matá-los, quando Lola aparece atirando num grupo dos Procuradores. John mata Lola e leva Strand, Madison, Alicia e Nick para um sala, onde diz que também os matará. Strand anuncia que devido a falta de armas na represa, eles colocaram explosivos para se defender. John não acredita e Nick mostra o controle dos explosivos. Nick ameaça destruir toda a represa, a menos que John liberte Madison, Alicia e Strand. Apesar de confirmar que ainda irá atrás do três, John concorda e os liberta. Daniel consegue se erguer, mata alguns homens e encontra Lola morta. Quando os Procuradores estão próximos de pegar o controle das mãos de Nick, Walker e Lee matam alguns do topo de uma montanha e Daniel aparece. No meio do tiroteio, Nick pressiona o botão e a represa explode. Madison, Alicia e Strand, que estão em um bote, são puxados pela correnteza das águas e caem no rio. Por fim, apenas Madison é mostrada viva ao conseguir se salvar chegando na cidade. |              |                                                                                        |                   |                                 |                        |                     |

## Produção
A AMC renovou a série para uma terceira temporada de 16 episódios em 15 de abril de 2016. A produção começou em janeiro de 2017 em Baja, México. Esta foi a última temporada com o co-criador Dave Erickson como showrunner quando ele deixou a série após a conclusão da terceira temporada. Em fevereiro de 2017, foi anunciado que Emma Caulfield foi escalada para a temporada. Em março de 2017, foi revelado que Daniel Sharman se juntou ao elenco como personagem regular da série. Em abril de 2017, vários novos atores foram anunciados como membros da série; incluindo Dayton Callie (reprisando seu papel convidado da 2ª temporada) e Sam Underwood, que, junto com Daniel Sharman, interpreta membros da família Otto; e Lisandra Tena como Lola Guerrero.

## Recepção

### Resposta da crítica
No Rotten Tomatoes, a temporada tem uma avaliação de 84%, com base em 6 avaliações, cuja avaliação média é de 7.25/10. O consenso crítico do site é: "Um conjunto distinto traz um sabor atraente dos mitos de Fear the Walking Dead, mas este ambicioso spin-off ainda compartilha o ritmo lento de seu criador que pode diminuir a tensão para alguns telespectadores."
| - 3ª temporada (2017): Porcentagem de avaliações positivas rastreadas pelo site Rotten Tomatoes | |
|                                                                                                 | Esta página contém um gráfico que utiliza a extensão <graph>. A extensão está temporariamente indisponível e será reativada quando possível. Para mais informações, consulte o ticket T334940. |

### Audiência
| №  | Título                                | Exibição original      | Rating/share (18–49) | Audiência (em milhões) | DVR (18–49) | Audiência em DVR (milhões) | Total (18–49) | Audiência total (em milhões) |
| -- | ------------------------------------- | ---------------------- | -------------------- | ---------------------- | ----------- | -------------------------- | ------------- | ---------------------------- |
| 1  | "Eye of the Beholder"                 | 4 de junho de 2017     | 1.2                  | 3.11                   | 0.9         | 1.97                       | 2.1           | 5.08                         |
| 2  | "The New Frontier"                    | 4 de junho de 2017     | 1.0                  | 2.70                   | 1.0         | 1.93                       | 2.0           | 4.63                         |
| 3  | "TEOTWAWKI"                           | 11 de junho de 2017    | 1.0                  | 2.50                   | 0.8         | 1.72                       | 1.8           | 4.22                         |
| 4  | "100"                                 | 18 de junho de 2017    | 0.9                  | 2.40                   | 0.8         | 1.67                       | 1.7           | 4.07                         |
| 5  | "Burning in Water, Drowning in Flame" | 25 de junho de 2017    | 1.0                  | 2.50                   | 0.8         | 1.68                       | 1.8           | 4.18                         |
| 6  | "Red Dirt"                            | 2 de julho de 2017     | 0.8                  | 2.19                   | 0.7         | 1.50                       | 1.5           | 3.70                         |
| 7  | "The Unveiling"                       | 9 de julho de 2017     | 0.9                  | 2.62                   | 0.6         | 1.20                       | 1.5           | 3.82                         |
| 8  | "Children of Wrath"                   | 9 de julho de 2017     | 0.8                  | 2.40                   | 0.7         | 1.35                       | 1.5           | 3.75                         |
| 9  | "Minotaur"                            | 10 de setembro de 2017 | 0.8                  | 2.14                   | N/A         | N/A                        | N/A           | N/A                          |
| 10 | "The Diviner"                         | 10 de setembro de 2017 | 0.8                  | 2.14                   | N/A         | N/A                        | N/A           | N/A                          |
| 11 | "La Serpiente"                        | 17 de setembro de 2017 | 0.7                  | 1.99                   | 0.6         | 1.35                       | 1.3           | 3.34                         |
| 12 | "Brother's Keeper"                    | 24 de setembro de 2017 | 0.8                  | 2.08                   | N/A         | N/A                        | N/A           | N/A                          |
| 13 | "This Land Is Your Land"              | 1 de outubro de 2017   | 0.9                  | 2.36                   | 0.6         | 1.40                       | 1.5           | 3.77                         |
| 14 | "El Matadero"                         | 8 de outubro de 2017   | 0.8                  | 2.23                   | 0.6         | 1.51                       | 1.4           | 3.74                         |
| 15 | "Things Bad Begun"                    | 15 de outubro de 2017  | 0.8                  | 2.23                   | 0.7         | 1.60                       | 1.5           | 3.83                         |
| 16 | "Sleigh Ride"                         | 15 de outubro de 2017  | 0.8                  | 2.23                   | 0.7         | 1.60                       | 1.5           | 3.83                         |

1. 1 2 3  As classificações Live +7 não estavam disponíveis, portanto, as classificações Live +3 foram usadas.